# 사카기시 간타
사카기시 간타(일본어: 坂岸 寛大, 2002년 1월 18일~)는 일본의 축구 선수이다.

## 구단 경력
그는 2024년 J2리그의 이와키 FC에 입단했다.